# Sar Kam Bahmanī
Sar Kam Bahmanī (persiska: سَركَم, سر کم بهمنی, سَر كَم بَهمَن) är en ort i Iran.   Den ligger i provinsen Hormozgan, i den sydöstra delen av landet, 1 100 km sydost om huvudstaden Teheran. Sar Kam Bahmanī ligger 34 meter över havet och antalet invånare är 388.
Terrängen runt Sar Kam Bahmanī är platt åt sydväst, men åt nordost är den kuperad.Runt Sar Kam Bahmanī är det ganska glesbefolkat, med 25 invånare per kvadratkilometer. Närmaste större samhälle är Mīnāb, 7,3 km sydost om Sar Kam Bahmanī. Omgivningarna runt Sar Kam Bahmanī är i huvudsak ett öppet busklandskap.